# Kenia en los Juegos Olímpicos de París 2024
Kenia estuvo representada en los Juegos Olímpicos de París 2024 por un total de 72 deportistas que compitieron en 6 deportes. Responsable del equipo olímpico es el Comité Olímpico Nacional de Kenia, así como las federaciones deportivas nacionales de cada deporte con participación.
Los portadores de la bandera en la ceremonia de apertura fueron el atleta Ferdinand Omanyala y la voleibolista Triza Atuka.

## Medallistas
El equipo olímpico de Kenia obtuvo las siguientes medallas:
| Nombre            | Deporte   | Competición         |
| ----------------- | --------- | ------------------- |
| Oro               |           |                     |
| Emmanuel Wanyonyi | Atletismo | 800 m M             |
| Faith Kipyegon    | Atletismo | 1500 m F            |
| Beatrice Chebet   | Atletismo | 5000 m F            |
| Beatrice Chebet   | Atletismo | 10 000 m F          |
| Plata             |           |                     |
| Ronald Kwemoi     | Atletismo | 5000 m M            |
| Faith Kipyegon    | Atletismo | 5000 m F            |
| Bronce            |           |                     |
| Abraham Kibiwot   | Atletismo | 3000 m obstáculos M |
| Benson Kipruto    | Atletismo | Maratón M           |
| Mary Moraa        | Atletismo | 800 m F             |
| Faith Cherotich   | Atletismo | 3000 m obstáculos F |
| Hellen Obiri      | Atletismo | Maratón F           |